# Masdevallia tubulosa
Masdevallia tubulosa är en orkidéart som beskrevs av John Lindley. Masdevallia tubulosa ingår i släktet Masdevallia och familjen orkidéer. Inga underarter finns listade i Catalogue of Life.